# Hydrophorus irinae
Hydrophorus irinae är en tvåvingeart som beskrevs av Negrobov 1977. Hydrophorus irinae ingår i släktet Hydrophorus och familjen styltflugor. Inga underarter finns listade i Catalogue of Life.